# Diphyus mercatorius
Diphyus mercatorius là một loài tò vò trong họ Ichneumonidae.